# العجميين
قرية العجميين هي إحدى القرى التابعة لمركز ابشواي في محافظة الفيوم في مصر. حسب إحصاءات سنة 2006، بلغ إجمالي السكان في العجميين 34497 نسمة، منهم 17817 رجل و16680 امرأة.